# Señorío de Albornoz
El señorío de Albornoz fue un señorío cuyo primer titular fue Gómez García de Aza, alférez mayor  del rey Alfonso VIII y uno de los conquistadores de Cuenca tras el repartimiento de tierras que procedió a la toma de Huete, en 1190. García venía de una rama segundona del linaje regio de los Aza (de origen borgoñón y navarro). Su sucesor, Fernán Gómez de Albornoz, adoptó como apellido el nombre de su villa, fundando así el linaje Albornoz.

## Señores
Los primeros titulares fueron:
- Gómez García de Aza (m. c. 1191), I señor de Albornoz,[1] Roa, Ayllón y alférez mayor del rey. Se le consideraba hijo de García García de Aza; sin embargo, investigaciones más recientes indican que su padre fue García Gómez de Roa. Se casó con la condesa Elemburg (también llamada Nimbor), según consta en la documentación, quien posiblemente llegó a Castilla en el séquito de Leonor Plantagenet. En 1196, la condesa donó, con el consentimiento de sus hijos, lo que poseía en Revilla al monasterio de San Pedro de Gumiel de Izán por el alma de su difunto marido donde se declara cometissa Elembur uxor Gomeçii Garcie.  Le sucedió su hijo:

- Fernán Gómez de Albornoz, II señor de Albornoz,[1] Requena, Poyatos, Beteta y Ocentejo. Se casó con María Álvarez. Le sucedió su hijo:

- Álvar Fernández de Albornoz, III señor de Albornoz.[1] Casado con María García, le sucedió su hijo:

- Garci Álvarez de Albornoz (m. 18 de septiembre de 1328), IV señor de Albornoz.[1] Se casó con Teresa de Luna,[3] hija de Pedro Martínez de Luna (m. antes de 1282) y de su esposa Elvira Pérez de Sessa.[4] Le sucedió su hijo:

- Álvar García de Albornoz el Viejo (m. 1374), V señor de Albornoz, así como de Beteta y Torrolva, y mayordomo mayor de Enrique II de Castilla. Se casó con Teresa Rodríguez. Tuvo varios hijos, entre ellos, el primogénito, Gómez García de Albornoz que sucedió en los señoríos, así como a Urraca de Albornoz.  Esta última se casó con Gómez Carrillo el Viejo, creando así el linaje de los Carrillo de Albornoz,[5] y fueron padres de, entre otros, Álvaro Gómez de Albornoz que se casó con Teresa de la Vega Mendoza y fueron padres de Gómez Carrillo de Albornoz el Feo, quien heredó el señorío de Albornoz a la muerte de María de Albornoz, la VIII señor de Albornoz. Le sucedió su hijo:

- Gómez García de Albornoz (m. 1380), VI señor de Albornoz[6] y de Moya y Torralva. Fue también general de las armas de la Iglesia, en Italia. Se casó con Constanza Manuel,[6] II señora del Infantado, hija de Sancho Manuel de Castilla y de su esposa María de Castañeda,[7] y nieta de Manuel de Castilla.[8] Le sucedió su hijo:

- Juan de Albornoz (m. 1389), VII señor de Albornoz[6] y III señor del Infantado.[6]  Se casó con Constanza Téllez de Castilla, hija bastarda del infante Tello,[6] I señor de Aguilar de Campoo, y de Elvira Martínez de Lezcano.[9] Le sucedió su hija:

- María de Albornoz (m. 17 de abril de 1440), VIII señora de Albornoz[10] y IV señora del Infantado. Se casó con Enrique de Villena, conde de Tineo y Cangas y maestre de la Orden de Calatrava.[11] No obstante, murió sin descendencia, por lo que el señorío recayó en la familia Carrillo y sucedió en el señorío de Albornoz su primo segundo, hijo de Álvaro Carrillo de Albornoz y de su esposa Teresa de la Vega.[12]

- Gómez Carrillo de Albornoz el Feo, IX señor de Albornoz, de Beteta, Torralba, y Ribagorda, heredados de María de Albornoz, así como de Ocentejo.[12] Casado con Teresa de Toledo, hija de Fernando Álvarez de Toledo y Sarmiento, I conde de Alba de Tormes.[12]